# Opine
Le opine sono amminoacidi inusuali e sono utilizzati dai batteri come nutrienti. La cellula vegetale non è in grado di utilizzarle. Sono prodotte ad esempio da Agrobacterium tumefaciens quando entra in simbiosi con delle dicotiledoni. I geni per la loro codifica sono contenuti nel T-DNA, parte di plasmide Ti, che è integrato appunto da questo genere microbico all'interno della pianta ospite.

## Biosintesi e struttura chimica

Schema generale della biosintesi delle opine

Chimicamente le opine sono suddivise in due principali classi strutturali:
- il maggior numero di opine sono derivati di ammine secondarie, ottenute dalla condensazione di un amminoacido con un chetoacido o con uno zucchero. Questa classe comprende 2 gruppi principali: nopaline e octopine.
- la seconda classe comprende le agrocinopine. Chimicamente sono gluco-fosfodiesteri.

## Etimologia
Il termine opina deriva da octopine, la prima tra le opine ad essere scoperta nel 1927, perché isolata nel muscolo di polpo.